# 福井県警察部
福井県警察部（ふくいけんけいさつぶ）は、戦前の内務省監督下の福井県が設置した府県警察部であり、福井県内を管轄区域とする。
1948年（昭和23年）3月6日に廃止となり、福井県警察部は国家地方警察福井県本部と福井市警察などの自治体警察に再編されることになった。

## 沿革
- 1881年（明治14年）2月　福井県が設置。福井県庁に警察本署を設置。
- 1886年（明治19年）7月　福井県警察本部に改称。
- 1890年（明治23年）10月　福井県警察部に改称。
- 1905年（明治38年）4月　福井県第四部に改称。
- 1907年（明治40年）7月　福井県警察部に改称。
- 1925年（大正14年）4月　特別高等課（特別高等警察）を設置。
- 1945年（昭和20年）10月　特別高等警察が廃止。
- 1946年（昭和21年）3月　公安課（公安警察）を設置。

## 組織
1927年（昭和2年）時点
- 警務課
- 特別高等警察課
- 高等警察課
- 保安課
- 衛生課
- 工場課

## 警察署
1927年（昭和2年）時点
- 福井警察署
- 大野警察署
- 勝山警察署
- 丸岡警察署
- 三国警察署
- 西田中警察署
- 鯖江警察署
- 粟田部警察署
- 武生警察署
- 敦賀警察署
- 三方警察署
- 小浜警察署
- 高浜警察署

## 歴代部長
| 代 | 官職名                 | 氏名       | 就任日         | 退任日         | 前職                         | 後職                            | 備考                        |
| -- | ---------------------- | ---------- | -------------- | -------------- | ---------------------------- | ------------------------------- | --------------------------- |
| -  | 一等警部 警察本署長    | 西長利     | 1881年2月12日  | 1882年1月25日  | 陸軍歩兵中尉 陸軍省御用掛    | -                               |                             |
| 1  | 警部長 警察本署長      | 西長利     | 1882年1月25日  | 1886年7月20日  | -                            | -                               |                             |
| 1  | 警部長 警察本部長      | 西長利     | 1886年7月20日  | 1890年10月11日 | -                            | -                               |                             |
| 1  | 警部長 警察部長        | 西長利     | 1890年10月11日 | 1892年7月15日  | -                            | 非職                            |                             |
| 2  | 警部長 警察部長        | 図師崎助幹 | 1892年7月15日  | 1897年3月2日   | 警視庁警視                   | 千葉県書記官                    |                             |
| 3  | 警部長 警察部長        | 郷田兼亮   | 1897年3月2日   | 1900年1月20日  | 新潟県中頸城郡長             | 島根県書記官                    |                             |
| 4  | 警部長 警察部長        | 藤好乾吉   | 1900年1月20日  | 1903年7月16日  | 千葉県警部長                 | 高知県警部長                    |                             |
| 5  | 警部長 警察部長        | 並河一     | 1903年7月16日  | 1905年4月19日  | 富山県警部長                 | -                               |                             |
| 5  | 事務官 第四部長 警務長 | 並河一     | 1905年4月19日  | 1906年7月28日  | -                            | 休職                            |                             |
| 6  | 事務官 第四部長 警務長 | 勝部国臣   | 1906年7月28日  | 1906年11月29日 | 群馬県事務官                 | 農商務省参事官                  |                             |
| -  | 第四部長代理           | 信太時尚   | 1906年12月3日  | 1907年1月14日  | -                            | -                               | 本職:福井県事務官・第二部長 |
| 7  | 事務官 第四部長 警務長 | 川崎卓吉   | 1907年1月14日  | 1907年7月13日  | 静岡県小笠郡長               | -                               |                             |
| 7  | 事務官 警察部長 警務長 | 川崎卓吉   | 1907年7月13日  | 1908年7月21日  | -                            | 長崎県事務官・警察部長          |                             |
| 8  | 事務官 警察部長 警務長 | 手塚敏郎   | 1908年7月21日  | 1910年10月1日  | 福井県事務官                 | 長崎県事務官・警察部長          |                             |
| 9  | 事務官 警察部長 警務長 | 伊東喜八郎 | 1910年10月1日  | 1913年6月13日  | 富山県事務官                 | -                               |                             |
| 9  | 警察部長               | 伊東喜八郎 | 1913年6月13日  | 1913年11月5日  | -                            | 宮崎県警察部長                  |                             |
| 10 | 警察部長               | 斎藤守圀   | 1913年11月5日  | 1914年4月28日  | 宮崎県警察部長               | 長崎県警察部長                  |                             |
| 11 | 警察部長               | 後藤隆三   | 1914年4月28日  | 1917年1月29日  | 山口県警察部長               | 愛媛県内務部長                  |                             |
| 12 | 警察部長               | 宮脇梅吉   | 1917年1月29日  | 1919年4月19日  | 埼玉県理事官                 | 和歌山県警察部長                |                             |
| 13 | 警察部長               | 杉野繁     | 1919年4月19日  | 1921年6月3日   | 岡山県理事官                 | 三重県警察部長                  |                             |
| 14 | 警察部長               | 石井保     | 1921年6月3日   | 1922年10月16日 | 警視庁警視 特別高等警察課長  | 福岡県警察部長                  |                             |
| 15 | 警察部長               | 菊池慎三   | 1922年10月16日 | 1923年10月16日 | 拓殖局書記官・第二課長       | 帝都復興院書記官                |                             |
| 16 | 警察部長               | 豊島長吉   | 1923年10月16日 | 1924年12月20日 | 群馬県理事官                 | 愛媛県書記官・警察部長          |                             |
| 17 | 書記官 警察部長        | 赤松小寅   | 1924年12月20日 | 1927年5月17日  | 社会局事務官                 | 山口県書記官・警察部長          |                             |
| 18 | 書記官 警察部長        | 辻野三郎   | 1927年5月17日  | 1929年7月8日   | 青森県書記官・学務部長       | 島根県書記官・警察部長          |                             |
| 19 | 書記官 警察部長        | 多久安信   | 1929年7月8日   | 1930年7月1日   | 徳島県書記官・警察部長       | 和歌山県書記官・内務部長        |                             |
| 20 | 書記官 警察部長        | 小西竹次郎 | 1930年7月1日   | 1931年12月24日 | 長野県書記官・学務部長       | 愛媛県警察部長                  |                             |
| 21 | 書記官 警察部長        | 松枝角二   | 1931年12月24日 | 1932年6月30日  | 新潟県書記官・学務部長       | 休職                            |                             |
| 22 | 書記官 警察部長        | 中野与吉郎 | 1932年6月30日  | 1934年2月19日  | 群馬県書記官・警察部長       | 宮城県書記官・警察部長          |                             |
| 23 | 書記官 警察部長        | 松沢竜雄   | 1934年2月19日  | 1935年1月19日  | 千葉県書記官・学務部長       | 群馬県書記官・経済部長          |                             |
| 24 | 書記官 警察部長        | 福本柳一   | 1935年1月19日  | 1937年1月9日   | 神奈川県地方事務官・庶務課長 | 新潟県書記官・警察部長          |                             |
| 25 | 書記官 警察部長        | 関外余男   | 1937年1月9日   | 1938年4月22日  | 愛媛県書記官・経済部長       | 対満事務局事務官・行政課長      |                             |
| 26 | 書記官 警察部長        | 青木重臣   | 1938年4月22日  | 1939年1月18日  | 満州国治安部理事官           | 内務事務官 兼内閣総理大臣秘書官 |                             |
| 27 | 書記官 警察部長        | 中村元治   | 1939年1月18日  | 1940年4月10日  | 広島県書記官・学務部長       | 和歌山県書記官・警察部長        |                             |
| 28 | 書記官 警察部長        | 神崎広     | 1940年4月10日  | 1940年12月16日 | 内務事務官 警保局保安課      | 情報局情報官 第一部第二課長     |                             |
| 29 | 書記官 警察部長        | 小川喜一   | 1940年12月16日 | 1942年7月7日   | 外務事務官兼領事 内務事務官  | 警視庁刑事部長                  |                             |
| 30 | 書記官 警察部長        | 鈴木琢二   | 1942年7月7日   | 1942年11月1日  | 内務事務官 兼情報官情報官    | -                               |                             |
| 30 | 部長 警察部長          | 鈴木琢二   | 1942年11月1日  | 1943年11月15日 | -                            | 軍需省軍需官 総動員局防衛課長   |                             |
| 31 | 部長 警察部長          | 川口正次郎 | 1943年11月15日 | 1945年4月21日  | 栃木県官房長                 | 内務省警保局外事課長            |                             |
| 32 | 部長 警察部長          | 重村誠夫   | 1945年4月21日  | 1945年10月13日 | 皇宮警察部長                 | 休職                            |                             |
| 33 | 部長 警察部長          | 中川金正   | 1945年10月13日 | 1945年10月27日 | -                            | -                               | 兼任 本職:福井県内政部長    |
| 34 | 部長 警察部長          | 星野毅子郎 | 1945年10月27日 | 1946年4月1日   | 関東信越地方総監秘書官       | -                               |                             |
| 34 | 地方事務官 警察部長    | 星野毅子郎 | 1946年4月1日   | 1947年2月24日  | -                            | 厚生省指導課長                  |                             |
| 35 | 地方事務官 警察部長    | 曽我部久   | 1947年2月24日  | 1948年3月6日   | 内務省警保局兼大臣官房       | 福井県警察長                    |                             |